# مريدان (قلعة بيابان)
مریدان (بالفارسية: مریدان) هي قرية تقع في إيران في البلدة المركزية.